# Fornàs de Prullans
El Fornàs de Prullans és una obra de Prullans (Baixa Cerdanya) inclosa a l'Inventari del Patrimoni Arquitectònic de Catalunya.

## Descripció
Es tracta d'un forn on originalment s'elaboraven teules, rajoles i d'altres elements constructius. En l'actualitat es conserva en bones condicions, menys la part superior, així destaca l'estat de la base del forn i la xemeneia, per les que es pot circular. La xemeneia, de planta quadrada, té una altura de 12 metres, i prop de 7 metres d'amplada més 4 metres de fondària. Els murs són de maçoneria, de pedra en brut i argamassa. A l'interior el revestiment és de maons vista enfilats verticalment per fases.
Tornant a l'exterior, a la part frontal veiem un obertura d'accés en arc de mig punt rebaixat, construït amb maons a sardinell. A la part posterior de la torre queden restes de la caixa del forn que s'endinsa en el pendent del turó i és visible el curull de la xemeneia.
Annex a la torre i el forn, existeix un magatzem de petites dimensions amb el mateix sistema constructiu i materials, té una porta d'accés rectangular i reconstruccions amb maó (s.XX). Aquest ha caigut en el desús i presenta un estat de conservació dolent degut a la brutícia generalitzada de vegetació i restes.

## Història
El Fornàs de Prullans va estar actiu fins als anys 70 del segle xx, aproximadament. En origen s'elaboraven rajoles, teules i altres elements constructius amb matèries de l'entorn. El Fornàs fou el forn més important de la Cerdanya, i el més semblant a una producció industrial d'aquest tipus de material a arreu de la comarca.